# フォルト!!
『フォルト!!』 (FAULT!!) は、2009年7月31日に株式会社スペースプロジェクトのアダルトゲームブランド・Ciel（シエル）から発売されたアダルトゲーム。及び、それを原作として制作され、同年11月27日にマリゴールドのアダルトアニメブランド・こっとんど〜るより発売されたアダルトアニメ。

## アダルトゲーム版

### 概要
ある学園を舞台に、テニス部に所属するとある男女たちの真夏の恋物語を描いた18禁恋愛アドベンチャーゲーム。Cielにとっては『そらのいろ、みずのいろ』以来5年ぶりの、完全新作である。
2011年6月24日には、シナリオの加筆やグラフィックの拡大、セックスシーンのアニメーション化などのアップグレードを施したリメイク版『フォルト!!A』（フォルトエース）が発売された。
2012年6月29日には、ファンディスクにあたる『フォルト!!S 〜新たなる恋敵〜』（フォルトサービス あらたなるライバル）が発売された。
2013年6月28日には、『フォルト!!A』と『フォルト!!S 〜新たなる恋敵〜』を1パッケージにしてWindows 8への対応や一部CGのリファインを行った『フォルト!! SA』（フォルトサービスエース）が発売された。
ポイントタウンやmixi、Yahoo!ゲームなどでは、本作と『そらのいろ、みずのいろ』をベースにしたブラウザゲーム『らぶ彼女!!』（らぶかのじょ）が配信されている。こちらの作品では、本作と『そらのいろ、みずのいろ』のヒロインたちは（制服のデザインが異なるにもかかわらず）同じ学園の生徒という設定になっている。

### 発売歴
- 2009年7月31日
  - 『フォルト!!』グランドスラムBOX版 - 立体マウスパッド2枚、設定資料集、ドラマCD、サントラCDが付属。ロットアップ済み。再生産無し。
  - 『フォルト!!』初回製造版 - サントラCDが付属。ロットアップ済み。再生産無し。
- 2009年11月13日
  - 『フォルト!!』通常版
- 2010年4月2日
  - 『フォルト!!』DL販売版
- 2011年4月1日
  - 『フォルト!!A』の制作を告知、『フォルト!!』通常版とDL販売版はロットアップ。
- 2011年6月24日
  - 『フォルト!!A』グランドスラムBOX V2版 - マイクロファイバー製描き下ろしスポーツタオル、飛び出す!3Dムービーディスク（3Dメガネ付き）、ドラマCD、新主題歌マキシシングルが付属。
  - 『フォルト!!A』初回製造版
- 2013年6月21日
  - 『フォルト!!A』DVD-PG
- 2013年6月28日
  - 『フォルト!!SA』
- 2013年7月19日
  - 『フォルト!!S』DVD-PG
- 2017年7月7日
  - 『まるごとCiel DVD Players Game Pack』 - 『フォルト!!A』と『フォルト!!S』を収録。

### あらすじ
主人公の杉山修一は、幼馴染の松岡螢に誘われてテニス部へ入部した。テニス部の大半を占めていた先輩たちは卒業してしまい、妹の澪を入れても男女合わせて5人にしかならなかったが、それでも修一は顧問の羽山璃花や部長の伊達・ウィングフィールド・黎子、クラスメイトの佐伯藍とで部活を楽しんでいた。
そんな中、修一はある事故がきっかけで足を骨折してしまう。藍は自分の責任だからと自宅に押し掛けて世話を焼こうとするうえ、澪は藍のそんな様子を見て自分が世話をすると言い出し、毎日が騒がしくなっていく。そして、ある出来事を期に修一の周りは変わっていくのだった。

### 登場人物
実在のテニスプレイヤーに由来する名前が付けられている。声優はアダルトゲーム版とアダルトアニメ版で共通。
杉山 修一（すぎやま しゅういち）
声 - 夏村伊介（アダルトアニメ版のみ）
誕生日 - 3月4日 / 身長 - 174cm / 体重 - 61kg
主人公。螢いわく口は悪いが、裏表の無い性格でイケメンらしい。周囲の人に流されやすく、テニス部に入部したのも螢の誘いがあったため。現在はイギリスへ出張中の父の留守を、澪とともに預かっている。朝は、澪にプロレス技で起こされることもしばしば。
ある出来事から、足を骨折してしまう。
佐伯 藍（さえき あい）
声 - 桃井いちご
誕生日 - 10月22日 / 身長 - 158cm / 体重 - 47kg / スリーサイズ - 85(C)・60・82
メインヒロインの1人。修一のテニス部同期にしてクラスメイト。性格は温厚かつ天然で、苦しいことを楽しいことに変換できる稀有な思考の持ち主。澪や螢などが言うことを簡単に（訂正を入れるまで）信じたり、父や修一らに着替えを見られても平気な顔をしたりする（その後、澪には羞恥心を持つように言われる）。テニスはなかなかの腕前だが、コントロールが良くなれば黎子に次ぐプレイヤーになれる模様。骨折した修一の世話を焼こうと自宅まで押し掛けたり、彼のことが気になるような発言をする。
平均的なスタイルであるが、朝から何杯もの山盛りのご飯や何枚もの大判ハンバーグを食べるほどの大食い。祭の屋台では、綿菓子やたこ焼きなどを数人前は食べる。
杉山 澪（すぎやま みお）
声 - 青葉りんご
誕生日 - 10月9日 / 身長 - 150cm / 体重 - 42kg / スリーサイズ - 74(A)・58・74
メインヒロインの1人。修一の1つ下の妹であるが、口が悪く彼のことを「修」と呼び捨てにしたり、修一の女性関係のトラブルに機嫌を悪くする。修一いわく、ツンデレから「デレ」を抜き取った感じ。地道な努力を嫌うタイプ。テニス部へ入部してから数か月しか経っていないが、筋が良いらしく伸びが早い。しかし、コントロールは下手で、思った通りの場所に入らないのが欠点。スタイルは平均以下で、背丈も修一より頭1つ分低い。
修一の骨折後、世話を焼きに来た藍を追い出そうとしたり、ただならない様子。料理は下手で、分量が決まっているものを作れるものの、味が極端に濃かったりする。
Tonyの雑誌インタビューや公式サイトの質問コーナーでは実妹となっていたが、実際は従妹である。普段の態度とは一転して性的嗜好はマゾヒストでもある。
伊達・ウィングフィールド・黎子（だて・ウィングフィールド・れいこ）
声 - 湖月紅れ葉
誕生日 - 9月25日 / 身長 - 166cm / 体重 - 49kg / スリーサイズ - 82(B)・62・82
サブヒロイン。修一たちの先輩にしてテニス部の部長。幼少時からテニスの経験があるためにコントロールは抜群で、それなりの（実際にはとてつもない）実力者。ほとんどの人はフルネームで呼ばずに「伊達先輩」や「黎ちゃん」など、苗字か名前で呼ぶ。そのため、「伊達黎子」でも通用する。イギリス人の母を持つハーフであるため、母譲りの金髪碧眼やモデルのようなスタイルの持ち主。しかし、海外への渡航経験は無く、生粋の日本生まれかつ育ちであり、英語は苦手。
反応が面白いからと、修一をからかったりしている。
羽山 璃花（はやま りか）
声 - 葉村夏緒
誕生日 - 12月1日 / 身長 - 148cm / 体重 - 41kg / スリーサイズ - 82(D)・59・83
サブヒロイン。新任教師にしてテニス部顧問。おっとりとしたフランス人形のような可愛らしさから、人気は高い。しかし、ある漫画を参考にして試合で使えない練習メニューを考えるほどの運動音痴であるため、部員たちからは呆れられている。
チャームポイントは、眼鏡の奥にあるクリクリした目。身長は澪よりも低いが、スタイルは一部だけ発育が良い。
松岡 螢（まつおか けい）
声 - 中澤アユム
誕生日 - 11月27日 / 身長 - 178cm / 体重 - 64kg
修一と澪の幼馴染にしてテニス部の副部長。冷静な判断と落ち着いた物腰でイケメンのため、女性からの人気は高い。しかし実態は丁寧な態度や遠まわしな物言いに包んで辛辣な皮肉を飛ばす人物でもある。
萌えに造詣があり、かなりの熱弁を振るう。プロモデラーにある人物のフィギュアを作ってもらうため、修一に写真資料集めを頼む。

## スタッフ
- シナリオ - 逆神紅夜、こごめさくら
- キャラクターデザイン、原画 - Tony
- SDデザイン、SD原画・すずきめい
- 音楽 - 和田貴史 with Dimension Cruise
- 発売、販売 - Ciel

## 主題歌

### フォルト!!
オープニングテーマ「0-love-」
作詞 - 新堂真弓 / 作曲・編曲 - OdiakeS / 歌 - 凛
挿入歌「little cheat」
作詞・歌 - みとせのりこ / 作曲・編曲 - OdiakeS
エンディングテーマ「茜色の空、川の色」
作詞・歌 - みとせのりこ / 作曲・編曲 - OdiakeS

### フォルト!!A
オープニングテーマ「TRIANGLE LOVE」
作詞 - 矢加部貴之 / 作曲 - 菊田裕樹 / 歌 - 青葉りんご
エンディングテーマ「Never Ending!!」
作詞 - 矢加部貴之 / 作曲 - 菊田裕樹 / 歌 - 青葉りんご

### フォルト!!S
オープニングテーマ「ふぉーりん★らばーず★かーにばる!」
作詞 - 矢加部貴之 / 作曲 - 菊田裕樹 / 歌 - 柚原みう
エンディングテーマ「銀色の月」
作詞 - 矢加部貴之 / 作曲 - 菊田裕樹 / 歌 - 柚原みう

## アダルトアニメ版

### 概要（アニメ）
マリゴールドのアダルトアニメブランド・こっとんど〜るのアダルトアニメ第5弾。各巻ともDVDで発売、30分。
- 2009年11月27日 - 第1話『好きにしていいから…』
- 2010年5月28日 - 第2話『みんなで一緒に…』（作品内では『三人でいっしょ…』）
- 2011年5月20日 - 第3話『…大好きです♥』

### スタッフ（アニメ）
- 原作 - フォルト!! (Ciel)
- キャラクター原案 - Tony
- 監督 - 雷火剣
- 脚本 - 佐和山進一郎
- 演出・キャラクターデザイン・作画監督 - 亜木茜
- プロデューサー - 小娘好
- 製作 - ティーレックス